# Arne Semsrott

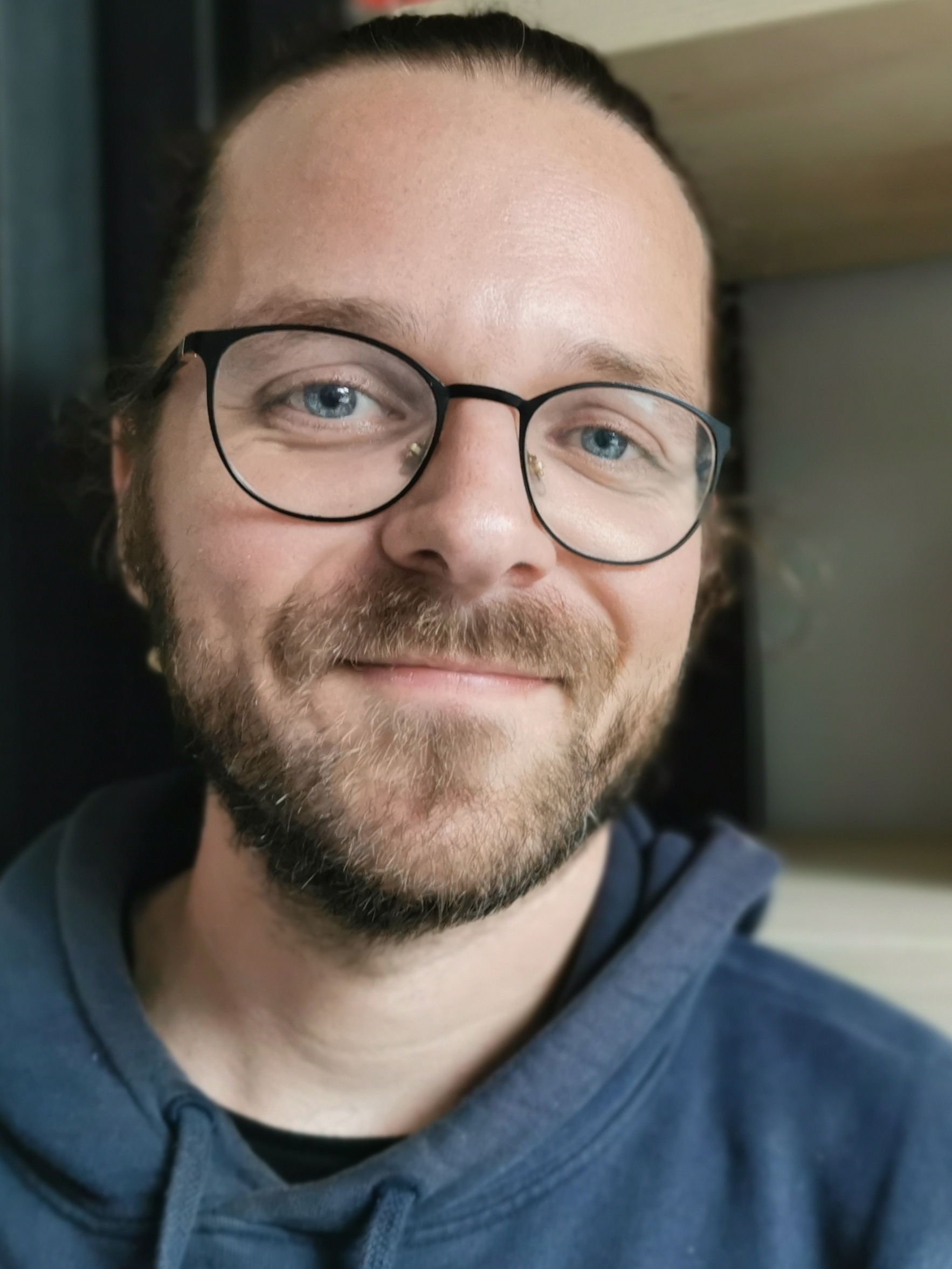
Arne Semsrott (2025)

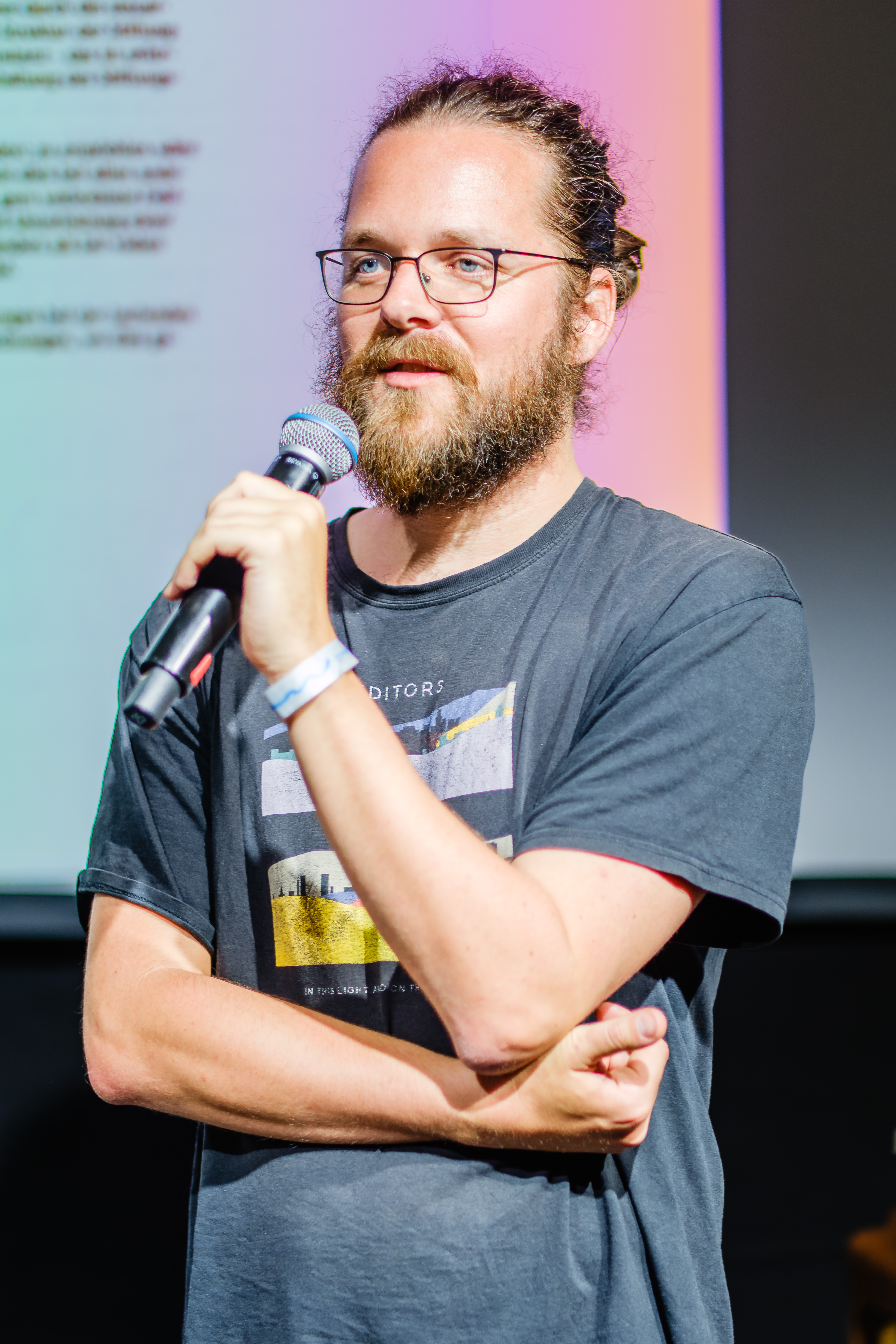
Arne Semsrott (2023)

Arne Semsrott (* 1988 in Hamburg) ist ein deutscher Journalist und Aktivist.

## Leben
Arne Semsrott besuchte das katholische Gymnasium Sophie-Barat-Schule in Hamburg. Während dieser Zeit schrieb er zunächst für die Schülerzeitung Sophies Welt und gründete gemeinsam mit seinem älteren Bruder Nico Semsrott, dem heutigen Kabarettisten und früheren Mitglied des Europäischen Parlaments, die Gegenzeitung Sophies Unterwelt mit, die von der Schulleitung verboten wurde. Sophies Unterwelt wurde zur besten Schülerzeitung Hamburgs und beim Spiegel-Schülerzeitungswettbewerb zur zweitbesten Schülerzeitung Deutschlands gewählt.
Das Abitur legte er 2007 am Albrecht-Thaer Gymnasium ab und arbeitet seit 2008 als freier Journalist. Zwischen 2010 und 2015 studierte Semsrott Politikwissenschaft in Berlin und Istanbul. Von 2013 bis 2017 war er Leiter des Projekts Hochschulwatch bei Transparency Deutschland. Seit 2014 ist er Projektleiter für FragDenStaat bei der Open Knowledge Foundation Deutschland. Für diese Projekte nahm er sowohl 2015 als auch 2016 den Otto-Brenner-Preis in der Kategorie Medienprojekt entgegen. Er ist Mitinitiator der Initiative OpenSCHUFA, die für den Grimme Online Award nominiert war, und seit Oktober 2018 im Vorstand von LobbyControl. 2021 gründete Semsrott die Initiative Freiheitsfonds, die sich um Betroffene von Ersatzfreiheitsstrafen wegen Beförderungserschleichung kümmert. Darüber hinaus war Semsrott 2014 bis 2021 Autor bei netzpolitik.org.
2023 veröffentlichte Semsrott drei Beschlüsse des Amtsgerichts München aus laufenden Verfahren gegen mutmaßliche Mitglieder der Letzten Generation wegen des Vorwurfs der Bildung einer kriminellen Vereinigung. Wegen der Veröffentlichung ermittelte die Staatsanwaltschaft Berlin wegen einer möglichen Verletzung des § 353d StGB gegen Semsrott; im Februar 2024 klagte sie ihn schließlich an. Da Semsrott den Paragrafen für verfassungs- und europarechtswidrig hält, nahm er eine Strafverfolgung in Kauf, um eine verfassungsrechtliche Klärung herbeizuführen. Im Oktober 2024 verurteilte ihn das Landgericht Berlin I zu einer Verwarnung mit Strafvorbehalt. Semsrott kündigte an, Revision beim Bundesgerichtshof einzulegen.
Zum 1. Januar 2024 wurde Arne Semsrott zum Beirat des Gegenrechtsschutz der österreichischen Stiftung COMÚN bestellt.
Im September 2024 beklagte er den fehlenden Widerstand der Politik gegen die Gefahr von rechts. Es habe keine politischen Maßnahmen gegeben als Antwort auf die Proteste gegen Rechtsextremismus, die größten in der Geschichte der Bundesrepublik. Im Vergleich dazu hätten „ein paar tausend“ Bauern einige Wochen zuvor mit ihren Straßenprotesten Gesetzesänderungen herbeigeführt.

## Schriften (Auswahl)
- Informationsfreiheit – Mehr Transparenz für mehr Demokratie (= OBS-Arbeitspapier. Nr. 23). Otto-Brenner-Stiftung, Frankfurt am Main 2016 (58 S., otto-brenner-stiftung.de [PDF; 656 kB]).
- mit Walter Palmetshofer, Anna Alberts: Der Wert persönlicher Daten. Ist Datenhandel der bessere Datenschutz? (= Studien und Gutachten im Auftrag des Sachverständigenrats für Verbraucherfragen). Sachverständigenrat für Verbraucherfragen, Berlin 2017 (frag-den-staat.de [PDF; 1000 kB]).
- Machtübernahme – Was passiert, wenn Rechtsextremisten regieren. Eine Anleitung zum Widerstand. Droemer, München 2024, ISBN 978-3-426-65984-7 (240 S.).
- mit Matthias Jakubowski: Desiderius-Erasmus-Stiftung. Politische Bildung von Rechtsaußen (= OBS-Arbeitspapier. Nr. 51). Otto-Brenner-Stiftung, Frankfurt am Main 2021 (71 S., otto-brenner-stiftung.de [PDF; 641 kB]).
- mit Matthias Jakubowski: Desiderius-Erasmus-Stiftung. Immer weiter nach rechts außen (= OBS-Arbeitspapier. Nr. 61). Otto-Brenner-Stiftung, Frankfurt am Main 2023 (55 S., otto-brenner-stiftung.de [PDF; 775 kB]).